# Едмънд Делабар
Едмънд Бърк Делабар (на английски: Edmund Burke Delabarre) е американски психолог и изследовател.

## Биография
Роден е на 25 септември 1863 година в Дувър-Фокскрот, САЩ. Завършва Колежа Амхърст през 1886 и става професор по психология в Университета „Браун“.
Делабар е пионер в полето на възприятието за форма и взаимодействието между умствените процеси и неволевите движения на тялото. Става известен, особено в Португалия, заради интерпретацията си на надписите на повърхността на Дигтън Рок, голям скален блок на брега на река Таунтън. Приписва издълбаните надписи на Мигел Корте-Реал, португалски навигатор, който напуска Лисабон през май 1502 г. на изследователско пътешествие в Западния Атлантик и никога не се завръща. Делабар твърди, че каменните надписи показват герба на Португалия, името на Мигел Корте-Реал и годината 1511.
Умира на 16 март 1945 година в Провидънс, САЩ, на 81-годишна възраст.